# Црночели дујкер
Црночели дујкер (лат. Cephalophus nigrifrons) је врста дујкера. 

## Угроженост
Ова врста је наведена као последња брига, јер има широко распрострањење и честа је врста.

## Распрострањење
Ареал врсте Cephalophus nigrifrons обухвата већи број држава. 
Врста је присутна у Уганди, Нигерији, Камеруну, Анголи, Кенији, Бурундију, Централноафричкој Републици, Републици Конго, ДР Конгу, Екваторијалној Гвинеји, Габону, Гвинеји и Руанди.

## Станиште
Станишта врсте су шуме, бамбусове шуме и мочварна подручја. 